# لا تعتذر عما فعلت
لا تعتذر عمّا فعلت، مجموعة شعرية من مؤلفات الشاعر العربي الفلسطيني محمود درويش، صدرت في عام 2004، عن رياض الريس للكتب والنشر في بيروت، لبنان.